# گیاه‌پارچ آیما
گیاه‌پارچ آیما (نام علمی: Nepenthes eymae)، یک گونه از سرده گیاه‌پارچ‌ها است.